# جو اسکلنتی
جو اسکلنتی (انگلیسی: Joe Escalante؛ زادهٔ ۳۰ ژانویهٔ ۱۹۶۳) یک موسیقی‌دان اهل ایالات متحده آمریکا است. وی از سال ۱۹۸۰ میلادی تاکنون مشغول فعالیت بوده‌است.